# 鷹級童軍
鷹級童軍是美國童軍的童軍階段計畫中，所能拿到的最高成就或進程。鷹級童軍的設計於100多年以前開始形成，首名鷹級童軍於1912年產生。只有4%的美國童軍在經過漫長的審核過程後才能晉級。達到此進程的要求必須要耗費數年才能滿足。自從鷹級童軍成立以來，共超過250萬名青少年獲得晉級。
這些要求包含取得至少21個專科章。此外，鷹級童軍必須展現出基於童軍誓詞與規律、服務與領導等基本態度的童軍精神。這包含了一份由童軍自行計畫、組織、領導與管理的額外服務計畫。鷹級童軍會獲頒一面獎章與一面布章，用以彰顯該名童軍的成就。對於完成額外的童軍資歷、領導與功績布章要求的童軍成員，會額外獲得鷹級棕櫚（Eagle Palms）以資認可。

## 歷史

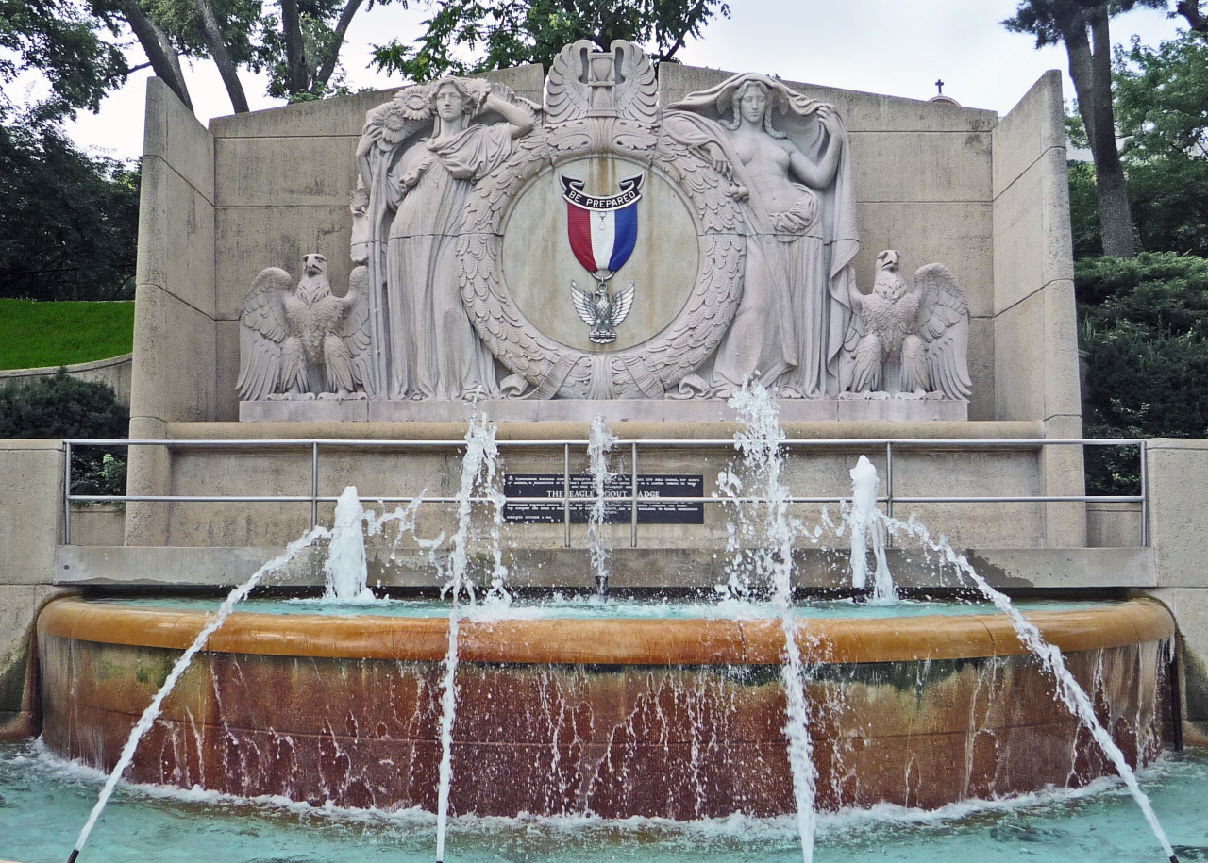
密蘇里州堪薩斯城的鷹級童軍紀念碑。

美國童軍原先設想的最高獎項為狼級童軍（Wolf Scout），出現在1911年6月的童軍手冊當中。在1911年8月版本的童軍手冊中，最高獎項由狼級童軍變成了鷹級童軍。在手冊中描述的獎章為一隻老鷹在飛翔的側面形象，但在獎章發出以前就更改成現今的設計。在原先的概念中，生命童軍、星級童軍（直到1924年，星級童軍順位在生命童軍之後）與鷹級童軍並非進程，而是一種專科章系統，主要依照童軍成員獲得的功績布章數目進行認定。鷹級童軍當時頒發給任何一位獲得21個專科章的高級童軍。
第一位獲得鷹級童軍獎章的是1912年紐約長島羅克維爾中心第1團的17歲成員亞瑟·羅斯·艾爾德。艾爾德最著名的是，他的鷹級童軍資格是由當時的美國童軍行政總領袖詹姆斯·魏斯特，於1912年8月21日以信件通知他。當時鷹級童軍的獎章設計還沒經過國家童軍會定案，所以還沒有獎章可以頒贈，直到1912年9月2日勞動節才正式定案。艾爾德成為第一位三代都拿到鷹級童軍的家族；他的兒子與孫子皆獲頒鷹級童軍。直到2009年，總共超過200萬名童軍獲頒鷹級童軍進程。1960年代，堪薩斯城區為美國國內頒發最多鷹級童軍的地方童軍會，因此於1968年在此建造鷹級童軍紀念碑。1982年，伊利諾州諾默爾的13歲成員亞歷山大·霍爾辛格成為第100萬名鷹級童軍，而明尼蘇達州雷克維的安東尼·湯瑪斯於2009年成為第200萬名鷹級童軍。
截至2014年1月，約225萬名童軍成員獲頒鷹級童軍。2012年，共有57,976名鷹級童軍仍在世，占當時所有成員的7%。共有4名鷹級童軍為著名的諾貝爾獎得主：達德利·赫施巴赫、彼得·阿格雷、羅伯特·科爾曼·理查森與弗雷德里克·萊因斯。

## 達成條件
一位美國童軍成員想要獲得鷹級童軍，必須先成為生活童軍至少6個月，獲得至少21個專科章，並能展現童軍精神與他在童軍團或小隊中的領導才能。此外他必須計畫、發展與領導一個服務計畫，稱之為鷹級童軍計畫，此計畫可以展現其領導才能與對責任的承諾。在所有要求都達成後，他必須完成鷹級童軍委員會的審查。只要他在18歲生日以前完成額外的要求，就可以在18歲生日以後完成委員會的審查。如果是冒險童軍或海童軍成員，曾經於童軍階段或華西提童軍階段通過高級童軍進程，則可以在冒險童軍或海童軍登記期間，於18歲生日前完成星級、生活、鷹級童軍以及鷹級棕櫚考核。如果該名童軍在身心方面有永久性的障礙，可以經童軍會通過後採用替代性的要求。
如果全部達成鷹級童軍的要求，但在委員會審查階段過世，則仍可在過世之後獲獎。委員會審查仍將繼續進行，並由該名童軍的家屬代表受獎。
鷹級童軍精神獎則為一項過世童軍成員的特別認可榮譽，對象為因意外而死亡或受疾病所苦，並在當時已進行登記的童軍成員。
在21個專科章的要求中，必須取得其中13個專科章：
- 露營[15][16]
- 社區公民
- 國家公民
- 世界公民
- 通訊
- 烹飪[17]
- 應急準備或求生
- 環境科學或永續發展
- 家庭生活
- 急救
- 個人體能
- 自我管理
- 游泳、徒步旅行或自行車

### 鷹級童軍服務計畫
鷹級童軍服務計畫，簡稱鷹級童軍計畫（Eagle Project），能使一名童軍成員在執行一項對任何宗教機構、學校或其所在社區有益的計畫中，有機會展現對他人的領導才能。此項計畫不能對美國童軍與其地方童軍會、童軍團、營地等等有益，也不能是一個商業性質或單純募款的計畫。

### 發展

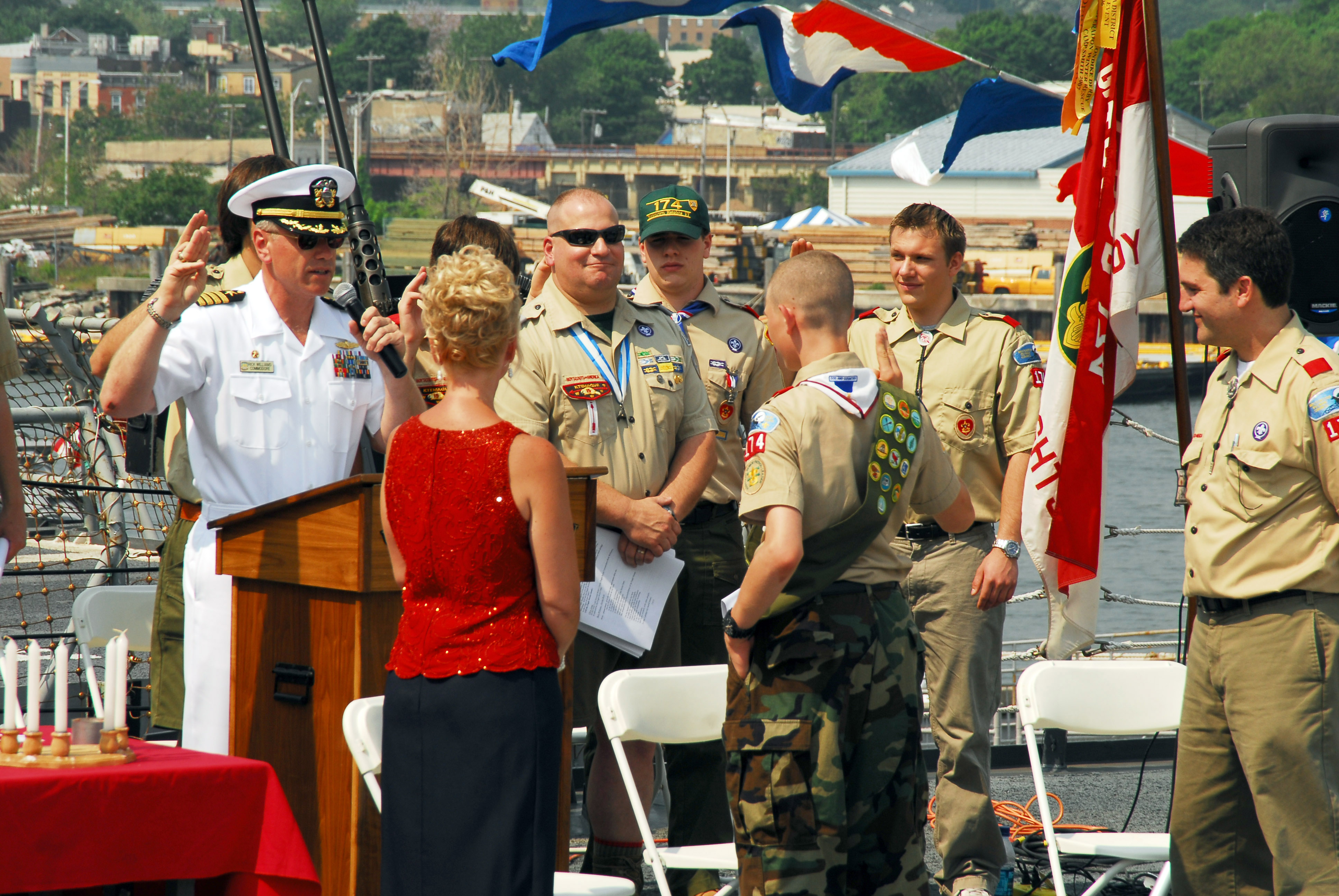
一位童軍成員登上奧斯卡·奧斯汀號驅逐艦，於榮譽評判庭中進行鷹級童軍宣告（Eagle Scout Charge）。

自從鷹級童軍設立以來，其獲獎要求就開始逐步發展。1914年，鷹級童軍的要求為取得11個指定的專科章，而在1915年則進行小幅更動。1924年，生命童軍與星級童軍的順序對調，原因是星級童軍的五角星徽章可理解為在晉級為高級童軍後，只要取得5個功績布章就能取得此進程。1927年，鷹級童軍從超級獎章榮譽過渡為一種進程。這導致鷹級童軍首度要求童軍資歷，當時規定是必須在成為高級童軍後有1年活動資歷。此時鷹級童軍的要求也新增了一個項目，就是展示滿足鷹級童軍要求的服務，也就是後來的鷹級童軍服務計畫；而專科章的規定取得數目也提高至12個。1936年，星級與生命童軍的進程取得成為強制要求，且功績布章的要求數量也提高至13個。此時鷹級童軍成為完全發展成熟的童軍進程。1952年，鷹級童軍設下18歲年齡的限制，一旦超齡就不能再取得鷹級童軍進程；而服務計畫也略為擴大為「盡全力協助你的家庭、學校、教堂與社區。」
1965年，鷹級童軍對於服務計畫與具體的童軍團領導才能要求進行定義，而專科章的要求數量則回到了11個。此時鷹級童軍的候選人必須要求去計畫、發展與執行一項領導服務計畫。1970年則是小幅修改了必須取得的功績布章清單。1972年，童軍活動計畫修訂版（Improved Scouting Program）出爐，鷹級童軍需取得的功績布章數量增加為24個，其中必須要取得10個功績布章項目，但排除了游泳與戶外技能布章（這兩個項目則在稍後放回勳章清單中），並要求在進行服務計畫時展現領導才能。1978年，鷹級童軍所需的功績布章數量降回了原來的21個，但必須取得其中的11個布章項目（後來於1993年，必須取得的項目上升到12個）。2014年，鷹級童軍必須取得的功績布章項目上升至13個。

### 鷹級棕櫚
鷹級棕櫚（Eagle Palms, Palms）代表某位青少年在達成鷹級童軍進程後，持續待在自己的童軍團內完成額外的晉級任務。如果某位童軍成員要獲得鷹級棕櫚，必須在獲得鷹級童軍（或是得到上一個鷹級棕櫚）之後，於自身所處的童軍小隊中參與3個月以上的活動；展現出童軍精神、領導才能與童軍技能；在獲得鷹級童軍或上一個鷹級棕櫚後取得額外的5個專科章；並且要與其小隊長共同參與會議。在獲得鷹級童軍之前已經取得的功績布章，可以在取得鷹級棕櫚的過程中列入計算。
鷹級棕櫚的徽章設計為小型的金屬棕櫚枝別針或裝飾物，用於配掛或裝飾在鷹級童軍徽章的緞帶、平結布章或鷹級童軍布章上。
鷹級棕櫚總共分成3種顏色：銅色代表取得5個專科章；金色代表取得10個專科章；銀色則代表取得15個專科章。在得到第一次銅色、金色與銀色鷹級棕櫚之後，如果再度獲得5個專科章，則會依照銅金銀的循環順位予以認可，並使用最少的鷹級棕櫚徽章合併配掛，以反映出該名童軍成員實際獲得的鷹級棕櫚數量。舉例，如果某位童軍成員獲得8個鷹級棕櫚，將會配掛2個銀色徽章與1個金色徽章。其中銅、金、銀色的順序，遵循的是美國軍隊的紋章傳統。
由於要取得鷹級棕櫚必須有3個月的服務資歷，而且必須在18歲生日前完成晉級，因此是否能夠獲得鷹級棕櫚，必須仰賴鷹級童軍審查委員會的審查時程而定。舉例，如果某位童軍成員在獲得鷹級童軍進程的當下，距離18歲生日還有2個月，即使他獲得足夠的專科章也無法獲得鷹級棕櫚，因為他無法在其晉級資格失效以前，參與3個月的額外服務活動。

## 徽章和裝飾

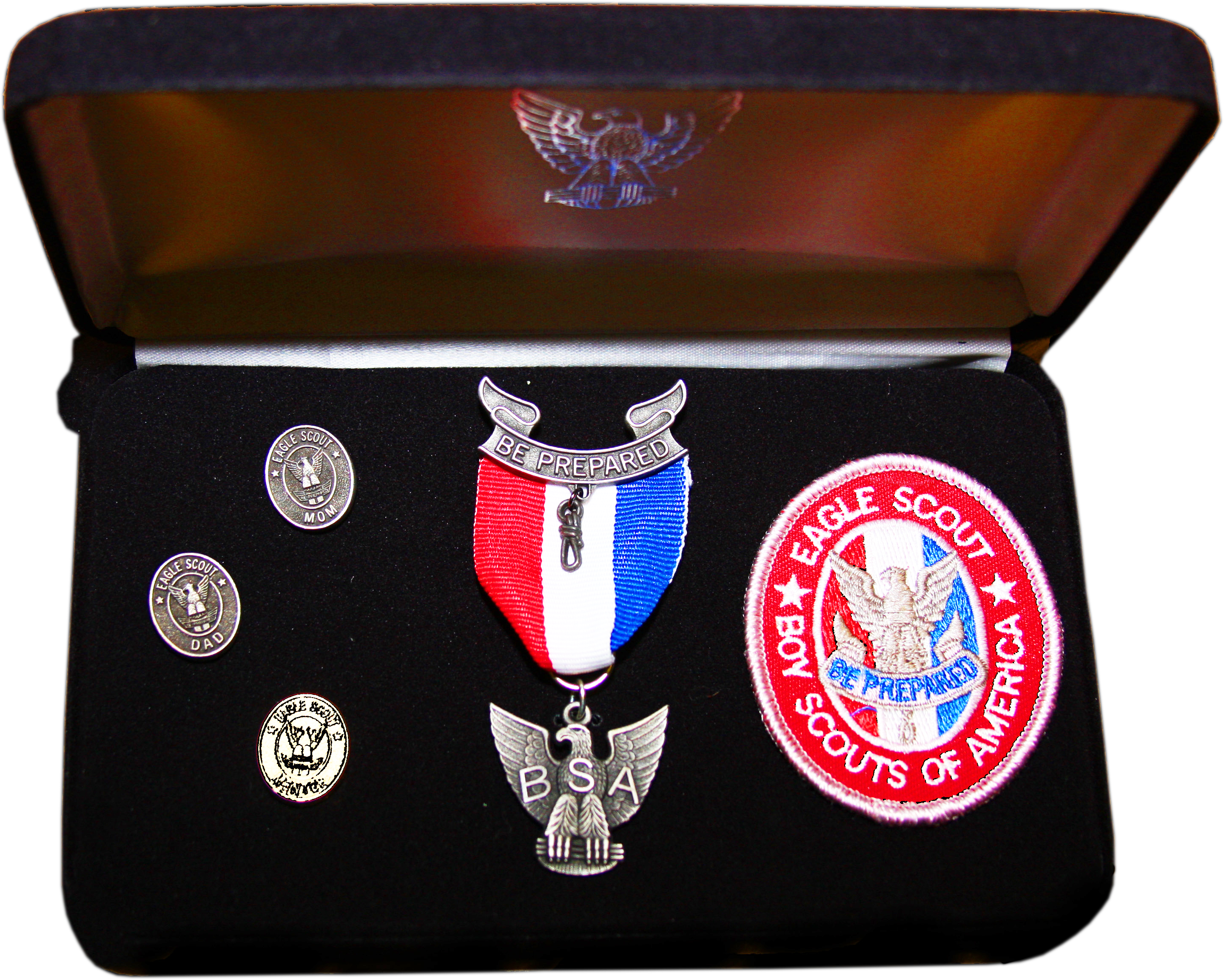
鷹級童軍獎章組合，包含了母親蛋形別針、父親蛋形別針、導師蛋形別針、鷹級童軍布章與鷹級童軍獎章。

青少年童軍成員的鷹級童軍布章，配戴於襯衫左側口袋上。曾取得鷹級童軍的成人服務員，則會在襯衫左側口袋上方配戴平結布章。鷹級童軍獎章則配掛在制服左側口袋蓋上。獎章通常只會在典禮等禮儀場合上配戴，不論青少年配掛鷹級童軍布章或服務員配掛平結布章，皆可以配掛獎章。
目前，鷹級童軍獎章組合（Eagle Scout Award Kit）包含了鷹級童軍獎章、鷹級童軍布章、母親別針（mother's pin）、父親別針（father's pin）與鷹級導師別針（Eagle Mentor pin）。鷹級童軍成員也可以購買相關的帽子、皮帶、別針、領帶夾、領巾以及髮夾、領繩、戒指、夾克、T恤等其他物件。美國童軍擁有官方鷹級童軍裝飾配件的控制權，在購買這些商品前，必須出示鷹級童軍卡進行驗證。

### 獎章歷史
自1912年引入鷹級童軍後，鷹級童軍獎章的設計就經歷了許多改變。由於鷹級童軍獎章上的捲軸與老鷹墜飾，並非總是在同一時間進行改變，因此獎章的型態偶而會混搭。童軍活動歷史學家將這些獎章設計分成5個不同的製造商與17個子類型，以及數種次要變種。這些變種導因於品質管控問題，主因多半是模具的磨損。1920至1930年代，部分軍事學校允許在其制服上配戴鷹級童軍獎章。為了順應軍事學校的獎章系統，鷹級童軍獎章移除了捲軸部分，緞帶部分則添加了一個標準的略授。

### 證書
1912年至1943年，美國童軍發行了目錄式卡片，記錄個別鷹級童軍的資訊。1944年，美國童軍引入了錢包式卡片，1991年則轉換成塑膠信用卡大小的證件。1994年，美國童軍首次引入了可裱框的鷹級童軍證書。美國總統會以美國童軍榮譽會長的身份，在所有證書上簽名。所有卡片與證書的換發申請，皆由國家鷹級童軍總會受理。

## 成為鷹級童軍之後

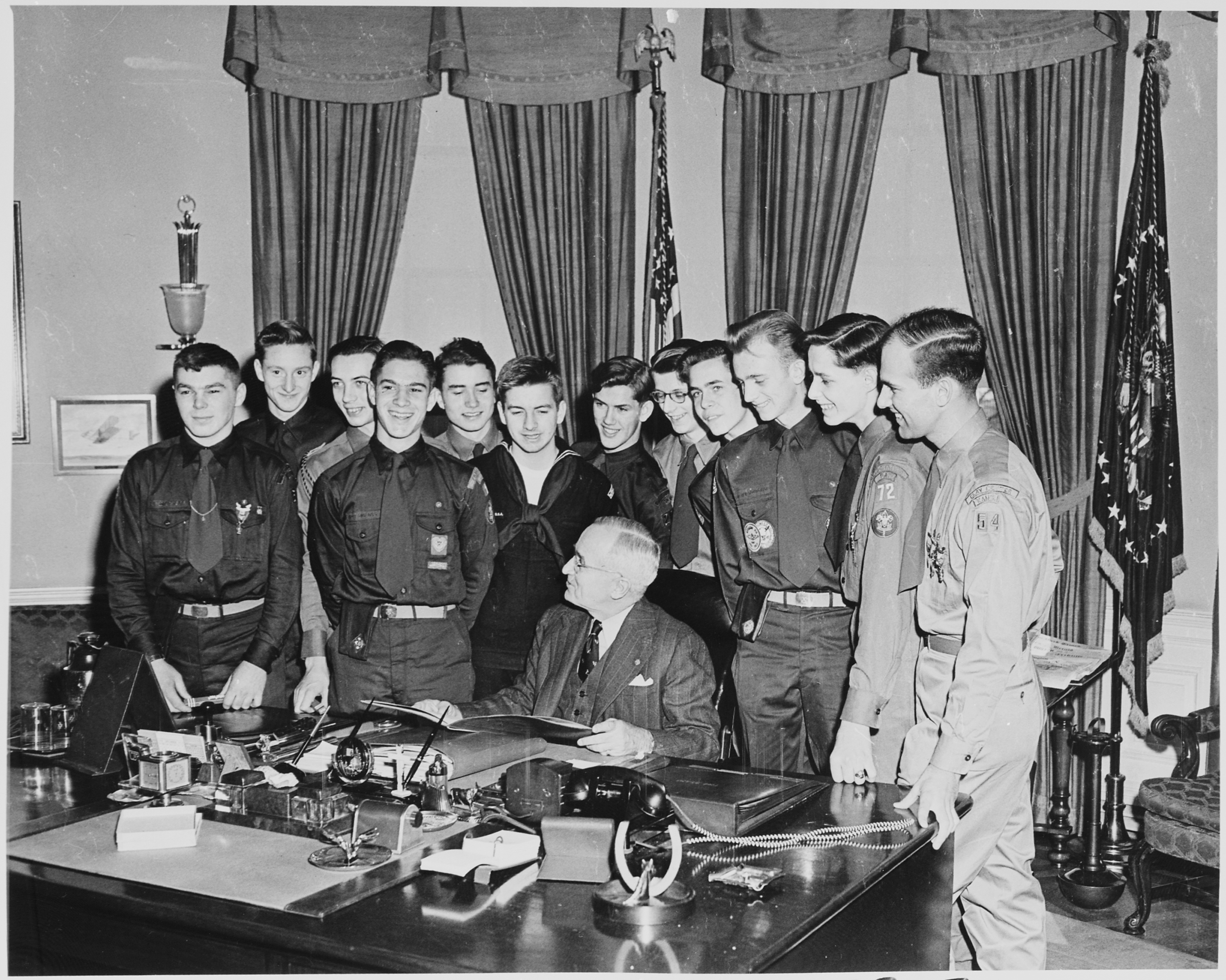
1950年，美國總統哈利·杜魯門於橢圓形辦公室會見鷹級童軍代表團

鷹級童軍被寄予厚望，能成為其他童軍的典範，並在他們的生涯中，於童軍活動展現自己，成為領導者。他們在各行各業中展現才能，包含軍隊、公務員、高等教育與研究院、專業人士、商人與政治領域:149–159。鷹級童軍成員偏好每日花30分鐘或以上的時間運動、擔任宗教或非宗教組織志工、與家庭及朋友保持密切關係、在職場或地方社區擔任領導角色、向慈善團體捐款以及與他人工作以提升其鄰里的品質。

### 獎學金機會
鷹級童軍的學術獎學金，會基於學術、財務與童軍活動參與程度，頒發給鷹級童軍成員。針對童軍成員的獎學金申請需求，包含了SAT測驗1800分以上，或ACT測驗28分以上。每種獎學金的總金額會有所變化。童軍成員可以拿到的獎學金包含但不限於以下幾種：
- 3,000美元的國家鷹級童軍總會獎學金；
- 2,500美元的馬貝爾與勞倫斯·S·庫克獎學金（Mabel and Lawrence S. Cooke scholarship）；
- 2,500美元的馬貝爾與勞倫斯·S·庫克獎學金；
- 25,000美元的馬貝爾與勞倫斯·S·庫克獎學金；
- 48,000美元的馬貝爾與勞倫斯·S·庫克獎學金；
- 50,000美元的國家鷹級童軍總會科學、技術、工程與數學（Science Technology Engineering Math, STEM）獎學金。

### 成年的鷹級童軍成員
鷹級童軍的名單具有延續性。此外，曾在青少年時期獲得鷹級童軍並認證過的成人服務員，會在制服襯衫的左側口袋上方，配戴由紅藍白三色組合的繩子所結合的平結圖樣方形布章。鷹級童軍可以加入國家鷹級童軍總會，此會主要服務所有鷹級童軍，為鷹級童軍的友誼與聯繫平臺。國家鷹級童軍總會的傑出鷹級童軍獎主要表揚其成員在地方、國家或區域層級的傑出成就。卓越鷹級童軍獎則只給予獲得鷹級童軍滿25年，並在專業領域或社區中做出卓越服務的鷹級童軍成員。
如果鷹級童軍成員於美國軍隊服役，可授予較高階層的軍階，認可其鷹級童軍的成就。對於軍官計畫而言，曾獲得鷹級童軍會是決定軍事學院入學資格與預備軍官訓練學院獎學金資格的一個正面因素。
國家鷹級童軍總會直接管理數個鷹級童軍獎學金。美國退伍軍人協會、國家猶太童軍活動委員會（National Jewish Committee on Scouting）與美國革命之子也會直接向鷹級童軍成員提供獎學金。許多大學與學院、地方商業機構、教會與其他組織也會給予相似的獎學金。

## 影響
經國家鷹級童軍總會研究，鷹級童軍服務計畫完成的總志願服務時數，共超過1億小時。

## 進階閱讀
- Ray, Mark A. . Ray Publishing. 1999. ISBN 0-9651207-1-6.
- Reed, Jeremy C.; Reed, Heather R. . . Reed Media Services. 2011. ISBN 978-1-937516-01-7.

## 外部連結
- .   [January 31, 2008]. （原始内容存档于2017-06-15）.
- . U.S. Scouting Service Project.   [June 8, 2006]. （原始内容存档于2017-03-22）.
- . U.S. Scouting Service Project.   [June 8, 2006]. （原始内容存档于2006-05-19）.
- . Boy Scouts of America.   [June 8, 2006]. （原始内容存档于2017-08-14）.
- . MeritBadge.Org.   [February 12, 2009]. （原始内容存档于2017-07-01）.
- . MeritBadge.Org.   [February 12, 2009]. （原始内容存档于2017-06-09）.